# 原信一朗

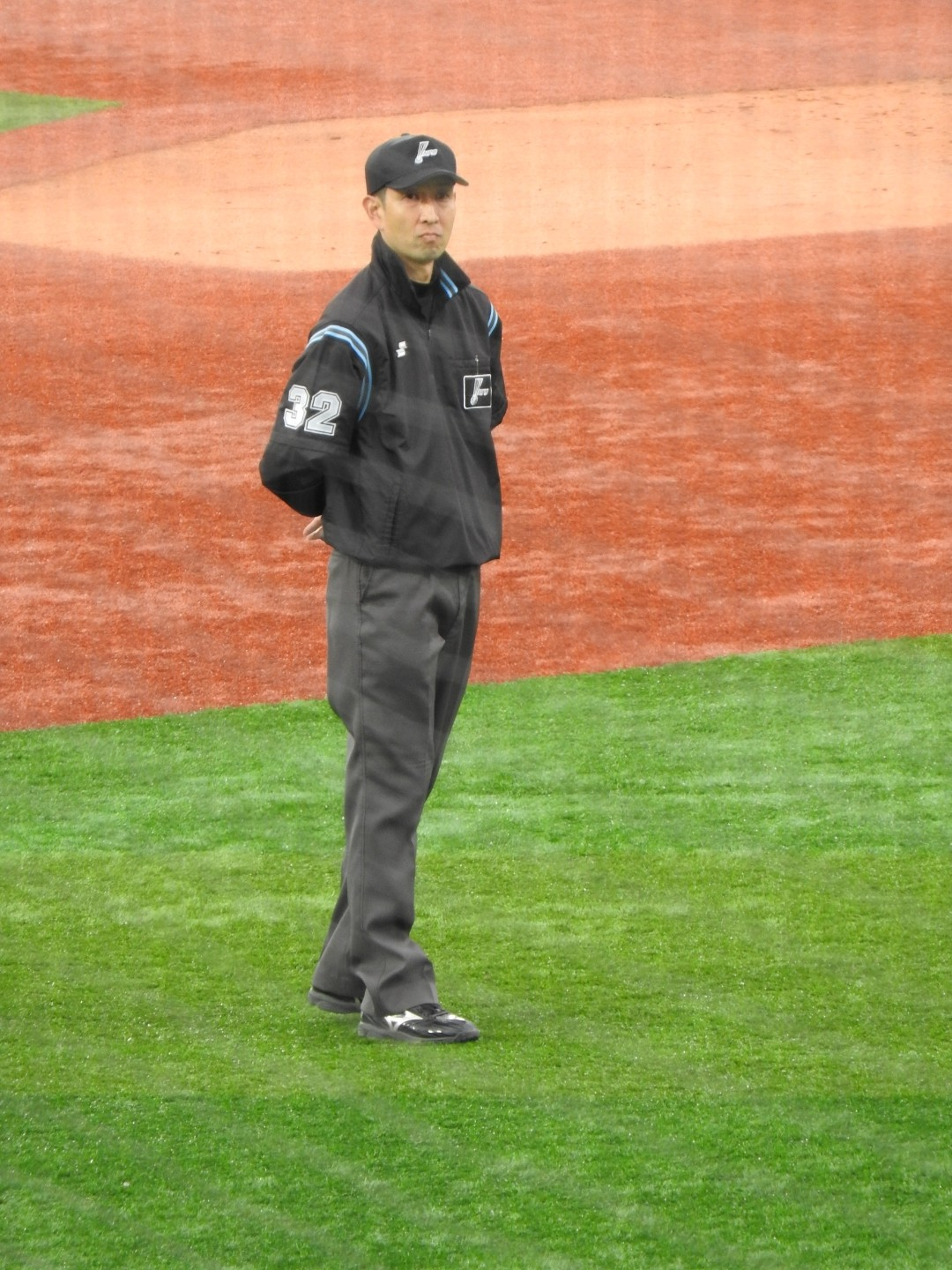
2022年5月15日 横浜スタジアムにて

原 信一朗（はら しんいちろう、1979年8月10日 - ）は東京都出身のプロ野球審判員。審判員袖番号は32。

## 来歴・人物
昭和第一高から、札幌学院大学人文学部人間科学科に進学。同大学硬式野球部に所属する。卒業後は仕事のかたわら、少年野球の指導や高校野球の審判をして2003年にセ・リーグ初の審判養成課程に合格し、2005年に入局。審判員袖番号は32。2012年シーズンからの公式戦での球審構えをシザーススタンスに変更した。
2014年にはオールスター初出場を果たし、第2戦（7月19日、阪神甲子園球場）で球審を務めた。
2016年シーズンから再び球審での構えをボックススタンスに戻した。2021年シーズンから、球審での構えをスロットスタンスに変更した。さらに、2024年シーズンからは、球審での構えを再びシザーススタンスに変更している。
2023年11月、東京ドームで開催された第2回アジアプロ野球チャンピオンシップに派遣され、4試合に出場した。また3位決定戦では、二塁塁審を務めた。
2024年7月19日、埼玉西武ライオンズ対福岡ソフトバンクホークス15回戦（ベルーナドーム）で二塁塁審を務め、通算1000試合出場を達成した。
2024年、日本シリーズ初出場。

## 審判出場記録
- 初出場：2009年8月14日、横浜対広島5回戦（横浜スタジアム）、三塁塁審
- 出場試合数：1049試合
- オールスター出場：2回（2014年、2024年）
- 日本シリーズ出場：1回（2024年）

（記録は2024年シーズン終了時）

## 表彰
- イースタン・リーグ優秀審判員：1回 (2010年)
- ファインジャッジ賞：3回（2021年[9]、2022年[10]、2023年[11]）

(記録は2023年シーズン終了時)